# Bombardement d'Almería
Guerre d'Espagne
Le bombardement d'Almería est une action militaire navale ayant eu lieu le 31 mai 1937 pendant la guerre civile espagnole. Durant cette action, la Kriegsmarine allemande bombarda la ville espagnole d'Almería en représailles à une attaque aérienne républicaine sur le croiseur allemand Deutschland.

## Bombardement
À l'aube du 31 mai 1937, le navire allemand Admiral Scheer ainsi que quatre autres destroyers attaquent la ville côtière d'Almería. Les navires allemands tirent près de 200 obus, tuant entre 19 et 20 civils, en blessant une cinquantaine et détruisant 35 bâtiments. Indalecio Prieto, le ministre républicain de la Défense voulut alors attaquer la flotte allemande, mais le président Manuel Azaña et son premier ministre Juan Negrín s'opposèrent à cette idée, ne voulant pas risquer une guerre ouverte avec l'Allemagne qui aurait pu conduire à l'annihilation de la République. Negrin et Azaña envoyèrent des notes de protestations au secrétaire-général de la Société des Nations, ainsi qu'aux gouvernements français et britannique. Ces derniers leur répondirent que l'attaque allemande était justifiée.

## Conséquences
Le 15 juin 1937, l'Allemagne dénonce une attaque supposée de la marine républicaine contre le croiseur léger Leipzig de la Kriegsmarine. Le 23, l'Allemagne et l'Italie se retirent du comité de non-intervention et le Portugal retire les observateurs britanniques de sa frontière.
À la fin du mois de juillet, l'Italie se lance dans une campagne d'attaques maritimes contre les navires marchands républicains et neutres.
La destruction des navires marchands et le déclenchement de la guerre sino-japonaise conduisent les Soviétiques à baisser leur aide à la République espagnole qui se retrouve isolée.